# Diplazium hainanense
Diplazium hainanense är en majbräkenväxtart som beskrevs av Ren-Chang Ching.
Diplazium hainanense ingår i släktet Diplazium och familjen Athyriaceae. Inga underarter finns listade i Catalogue of Life.